# أبو المظفر الأبيوردي
أبو المظفر محمد بن أبي العباس أحمد بن محمد الأبِيْوَرْدِي (~460هـ/1068م - 25 ربيع الأول 507هـ/11 أغسطس 1113م) هو كاتب وشاعر وأديب عربي عاش في القرن الخامس الهجري.

## نسبه
هو العلامة الأكمل أبو المظفر محمد بن أبي العباس أحمد بن محمد بن أحمد بن إسحاق بن محمد بن إسحاق بن الحسن بن منصور بن معاوية بن محمد بن عثمان بن عنبسة بن عتبة بن عثمان بن عنبسة بن أبي سفيان بن حرب بن أمية الأموي العنبسي المعاوي الأبيوردي اللغوي، شاعر وقته، وصاحب التصانيف، فالواسطة بينه وبين أبي سفيان خمسة عشر أبا.

## سيرته
ولِدَ محمد بن أبي العباس أحمد في قرية كوقن قُربَ أبيورد في بلاد فارس، في أسرةٍ تعود أصولها إلى قبيلة قريش، وتحديداً إلى صخر بن حرب بن أمية بن عبد شمس. انتقل الأبيوردي في بداية حياته إلى مدينة بغداد، وفي عام 451هـ استأجره السفير السلجوقي لدى الخليفة العباسي معلماً لأولاده إلى عام 456هـ. ثُمَّ تنقطع الأخبار عنه قرابة ثلاثين سنةً، وكان الأبيوردي في عام 486هـ في خدمة الوزير السلجوقي مؤيد الدولة عُبيد الله بن نظام الملك، وشخصية عامة مقربة من الخلفاء العباسيين ورجال الدولة، وعندما ساءت علاقة مؤيد الدولة مع عميد الدولة بن منوجهر، وهو وزير الخليفة العباسي المستظهر، أمره مؤيد الدولة بهجاءه، وعندما بلغ شعر الأبيوردي مسامع عميد الدولة أبلغ الخليفة أنَّ في شعره هجاءاً لذاته أيضاً، فخاف الأبيوردي على نفسه فتخفَّى في همدان. وحاول الأبيوردي بعد هذه الأحداث توطيد علاقته مع أبي الحسن سيف الدولة بن صدقة، وهو من أمراء بني مزيد، غير أنَّ محاولته باءت بالفشل. واستطاع الأبيوردي أخيراً العودة إلى بغداد بعد عفو الخليفة عنه، فعمل في المدرسة النظامية أميناً على خزانة الكتب. ثُمَّ في أواخر حياته ولَّاه محمد بن ملكشاه أشراف مملكته في أصفهان. كان الأبيوردي إضافةً إلى تأليفه الشعر كاتباً بارعاً متبحراً في كثير من العلوم، وتتضمَّن مصنفاته كتباً في التاريخ والأنساب والنقد الأدبي والقراءات القرآنيَّة. تُوفِّي أبو المظفر الأبيوردي مسموماً في أصفهان في عام 507هـ لسببٍ غير معروف.

## شعره
يُعدُّ أبو المظفر الأبيوردي من مشاهير الشعراء في زمنه، وتناول في قصائده المديح والفخر والعتاب والهجاء والغزل والوصف والأدب، وأجمع النُقَّاد على جودة شعره في الأسلوب واللفظ والمعنى، خاصةً في جمعه بين رقة الشعر الحضري وغلاظة الشعر البدوي. وفي العصر الحديث نُشِرَ شعره للمرة الأولى في عام 1860 في القاهرة بتصحيح السيد إسماعيل الجيلاني البغدادي، وطُبِعَ ديوانه مرةً أخرى في عام 1899 في القاهرة أيضاً تحت نفقة عبد الباسط الأنسي، ثُمَّ أُعِيد طبعه في 1909 عن الطبعة السابقة، وفي 1975 نُشِرَ ديوانه في دمشق بتحقيق عمر الأسعد صادراً عن مجمع اللغة العربية.

## مؤلفاته
تُنسَب إليه المؤلفات التالية:
- «تاريخ أبيورد ونسا».
- «قبسة العجلان في نسب آل سفيان».
- «كتاب طبقات العلم في كل فن».
- «تعلّة المشتاق إلى ساكني العراق».
- «صهلة القارح».
- «المختلف والمؤتلف» (مطبوع، 1957).
- «زاد الرفاق».
- «في الأنساب».
- «كتاب ما اختُلِف وائتلف من أنساب العرب».
- «كتاب نهزة الحافظ».
- «كتاب المجتبي من المجتني».
- «كتاب كوكب المتأمِّل».
- «كتاب تعلَّة المقرور».
- «كتاب الذرة الثمينة».
- «كتاب صهلة القارح».

## وصلات خارجية
- ديوان الأبيوردي، على المكتبة الشاملة.
- أبو المظفر الأبيوردي: شاعر العرب في القرن الخامس، مقال بقلم عبد الوهاب محمد عزام في مجلة الرسالة العدد (419)، على ويكي مصدر.